# 45 or 46 Songs That Weren't Good Enough to Go on Our Other Records
45 or 46 Songs That Weren't Good Enough to Go on Our Other Records è, in ordine cronologico, la seconda raccolta pubblicata dalla punk rock band californiana NOFX, nel 2002. Per questo doppio album il gruppo fece una selezione di brani apparsi in compilation, singoli in vinile o sotto forma di B-side. La ragione per cui molti di questi brani non sono stati pubblicati nei precedenti album è la mania di Fat Mike di non produrre album da lui ritenuti troppo lunghi.

## Informazioni sulle tracce
| Canzone                                                                         | Registrata                                                                    | Apparsa su | Note |
| Counting Sheep versione CD corrispondente al CD 1, pubblicato anche in vinile   | Counting Sheep versione CD corrispondente al CD 1, pubblicato anche in vinile | Counting Sheep versione CD corrispondente al CD 1, pubblicato anche in vinile                                             | Counting Sheep versione CD corrispondente al CD 1, pubblicato anche in vinile |
| ------------------------------------------------------------------------------- | ----------------------------------------------------------------------------- | --- | --- |
| "Pimps And Hookers"                                                             | 2002                                                                          | --- | Unica canzone inedita dell'album |
| "All of Me"                                                                     | 1996                                                                          | All of Me 7" | Cover di Tin Pan Alley, le cui versioni più conosciute sono di Billie Holiday, Louis Armstrong e Willie Nelson |
| "We Threw Gasoline on the Fire And Now We Have Stumps For Arms And No Eyebrows" | 1997                                                                          | Punk-O-Rama Vol. 3 e The Leftovers For rotting Minds Compilation                                                          | |
| "Drugs Are Good"                                                                | 1994                                                                          | HOFX EP | Sarebbe dovuta essere inserita nell'album Punk in Drublic |
| "Lower"                                                                         | 2000                                                                          | Bottles to the Ground EP                                                                                                  | Sarebbe dovuta essere inserita nell'album Pump Up the Valuum |
| "Forming"                                                                       | 1996                                                                          | A Small Circle of Friends                                                                                                 | Cover dei The Germs |
| "Electricity"                                                                   | 1999                                                                          | Before You Were Punk 2 | Cover dei OMD |
| "Lazy"                                                                          | 1997                                                                          | Happy Meals, Volume 2 | Cover dei Bracket |
| "The Plan"                                                                      | 1998                                                                          | Timmy the Turtle 7" | Classificata dal Partito Libertario statunitense come una delle migliori 25 canzoni libertarie |
| "Timmy The Turtle"                                                              | 1998                                                                          | Timmy the Turtle 7" | |
| "Punk Song"                                                                     | 1987                                                                          | The P.M.R.C. Can Suck on This! EP                                                                                         | |
| "See Her Pee"                                                                   | 1999                                                                          | Short Music for Short People                                                                                              | Una delle più brevi canzoni suonate dai NOFX, della durata di 30 secondi |
| "Zyclone B Bathhouse"                                                           | 1999                                                                          | Fat Club 7" | |
| "Last Caress"                                                                   | 1996                                                                          | Violent World | Cover dei Misfits |
| "Bath Of Least Resistance"                                                      | 2000                                                                          | Punk-O-Rama Vol. 6 | Sarebbe dovuta essere inserita nell'album Pump Up the Valuum. Inclusa anche nel videogame DDR Ultramix 3 |
| "We Ain't Shit"                                                                 | 1994                                                                          | HOFX EP. | Sarebbe dovuta essere inserita nell'album Punk in Drublic |
| "San Francisco Fat"                                                             | 2000                                                                          | Live Fat, Die Young | |
| "Vincent"                                                                       | 1996                                                                          | Survival of the Fattest                                                                                                   | Cover di Don McLean |
| "Pump Up the Valium"                                                            | 2000                                                                          | Punk-O-Rama Vol. 5 | Sarebbe dovuta essere inserita nell'album Pump Up the Valuum, al quale avrebbe dato il titolo. Venne rimossa per omaggiare la band hardcore punk Scream, in quanto fecero la stessa cosa nel loro primo album, Still Screaming |
| "Pods And Gods"                                                                 | 2000                                                                          | Pods and Gods 7" | Sarebbe dovuta essere inserita nell'album Pump Up the Valuum |
| "Eat The Meek (Dub Mix)"                                                        | 1998                                                                          | Wankin' In The Pit | Versione remixata dell'omonima canzone apparsa nell'album So Long and Thanks for All the Shoes |
| "Thalidomide Child"                                                             | 1984                                                                          | La prima demo suonata dai NOFX. Apparsa anche nella compilation Pogo, Strut, Slam, Swivel & Mosh della Devil Doll Records | Trattasi di una traccia fantasma, non appare nella lista delle canzoni sulla copertina dell'album |
| Catching Zzz's versione CD corrispondente al CD 2, non pubblicato in vinile.    |                                                                               | | |
| Tracce 1 - 13                                                                   | 2001                                                                          | Surfer EP | La traccia Three Shits To The Wind, presente nell'EP Surfer, qui non è inclusa |
| Tracce 14 - 25                                                                  | 1996                                                                          | Fuck the Kids EP | La traccia Stupid Canadians, presente nell'EP Fuck the Kids, qui non è inclusa |

## Tracce

### Disco uno: Counting Sheep
1. Pimps and Hookers – 2:13
2. All of Me – 2:05 (Gerald Marks, Seymour Simons)
3. We Threw Gasoline on the Fire and Now We Have Stumps for Arms and No Eyebrows – 2:44
4. Drugs Are Good – 2:18
5. Lower – 2:47
6. Forming – 0:50 (Bobby Pyn)
7. Electricity – 2:06 (Paul Humphreys, George McCluskey)
8. Lazy – 3:02 (Marty Gregori)
9. The Plan – 3:00
10. Timmy the Turtle – 1:39
11. Punk Song – 0:47
12. See Her Pee – 0:31
13. Zyclone B Bathouse – 1:37
14. Last Caress – 1:31 (Glenn Danzig)
15. Bath of Least Resistance – 1:47
16. We Aint Shit – 3:05
17. San Francisco Fat – 2:44
18. Vincent – 3:21 (Don McLean)
19. Pump Up the Valium – 1:46
20. Pods and Gods – 2:57
21. Eat the Meek (Dub Mix) – 4:33
22. Thalidomide Child – 1:40

### Disco due: Catching Zzz's
1. Fun Things to Fuck (If You're a Winner) – 1:05
2. Juice Head (Traditional) – 0:20
3. Three on Speed – 1:20
4. New Happy Birthday Song – 0:44
5. Talking Bout Yo Mama – 0:32
6. Party Enema – 1:30
7. Can't Get the Stink Out – 1:07
8. Go to Work Wasted – 1:01
9. Fuck the Kids (Revisited) – 0:33
10. Whoa on the Whoas – 0:42
11. Puke on Cops – 0:59
12. I Gotta Pee – 0:32
13. Totally Fucked – 2:10
14. Fuck the Kids – 0:07
15. Fuck the Kids II – 0:05
16. I'm Telling Tim – 1:06
17. Reagan Sucks – 1:24
18. Posuer – 0:31
19. My Name's Bud – 0:54
20. Two on Glue – 1:09
21. Please Stop F**king My Mom – 0:55
22. Murder the Government – 0:42
23. Stranger Than Fishin – 0:52
24. Eric Melvin Vs. PCP – 0:37
25. Always Hate Hippies – 0:55

## Formazione
- Fat Mike - basso, voce
- Eric Melvin - chitarra
- El Hefe - chitarra
- Erik Sandin - batteria